# Vildspor
Vildspor (también conocida como Wildside) es una película de drama de 1998, dirigida por Simon Staho, que a su vez la escribió junto a Nikolaj Coster-Waldau, musicalizada por Hilmar Örn Hilmarsson, en la fotografía estuvo Jón Karl Helgason y los protagonistas son Nikolaj Coster-Waldau, Mads Mikkelsen y Nukâka, entre otros. El filme fue realizado por Balboa 2 ApS y Icelandic Film, se estrenó el 7 de mayo de 1998.

## Sinopsis
El fascinante Malhechor Ossy, que tiene un secreto mortal, anda siguiendo a su amigo de la niñez Jimmy, en Islandia. Sin embargo Jimmy, ahora tiene una familia y un trabajo estable, va a hacer lo que sea para esconder lo que ocurrió hace tiempo.